# Zdravotní středisko Virginie Masonové
Zdravotní středisko Virginie Masonové (anglicky Virginia Mason Medical Center) je soukromá nezisková nemocnice nacházející se v americkém městě Seattle.

## Historie
Nemocnice byla založena v roce 1920. Své jméno obdržela po dcerách dvou zakladatelů, které se obě jmenovaly Virginie Masonová. K roku 2015 měla nemocnice kapacitu 336 lůžek a zaměstnávala více než 5 500 lidí.